# Nasard
Le nasard (ou nazard) est un jeu d'orgue de la famille des mutations.
Étymologie : de nez, probablement parce que son usage donne un son plus nasal au mélange de jeux.

## Description
Le Nasard est obligatoirement un jeu flûté (soit un bourdon, soit une flûte à cheminée, soit une flûte ouverte) donnant la troisième harmonique de la fondamentale du jeu de 8 pieds. Sa hauteur est de 2 2/3 pieds.
Il s'agit donc d'un jeu transpositeur qui donne la quinte de l'octave supérieure. Ainsi, lorsqu'on enfonce la touche correspondant au do1, le nasard fait entendre le sol2.
C'est la mutation la plus répandue : elle figure aussi bien dans la disposition des orgues anciennes que modernes.

## Dénominations
- Français : nazard, nasard
- Anglais : quinte flute
- Allemand : Quintflöte
- Espagnol : nazardo

## Utilisation
Le nasard entre traditionnellement dans la composition du petit jeu de tierce à la française : bourdon 8, prestant, nasard, quarte de nasard, tierce.
Il s'emploie toujours en mélange et permet d'enrichir les fonds en harmonique.
Si le jeu parle une ou deux octaves plus bas, il porte alors le nom de gros nasard ou de grosse quinte.
Le nasard ne doit pas être confondu avec la quinte, cette dernière étant plutôt construite avec des tuyaux de principaux.